# Eysturoyartunnilin
Eysturoyartunnilin (или Eysturoy Tunnel, ранее известный как Skálafjarðartunnilin) — крупный инфраструктурный проект, соединяющий остров Стреймой с островом Эстурой через подводный автомобильный туннель под проливом Tangafjørur на Фарерских островах. Он также пересекает южную часть Скалафьордура и соединяет города Рунавуйк на восточной стороне и Стрендур на западной стороне фьорда. В целом подводный туннель с тремя ответвлениями имеет длину 11,24 километра (6,8 мили), включая уникальную подводную развязку, первую в мире. Стоимость строительства оценивается примерно в миллиард датских крон. Открылся для движения 19 декабря 2020 года.

## История
Идея создания Eysturoyartunnilin возникла во время строительства Vágatunnilin и Norðoyatunnilin, открытых в 2002 и 2006 годах соответственно, что ознаменовало новый взгляд на внутренний транспорт и региональное развитие. В 2006 году для строительства этого туннеля была основана частная компания P / F Skálafjarartunnilin. Из-за финансового кризиса заинтересованным сторонам потребовалось несколько лет, чтобы воплотить планы в жизнь и получить политическую поддержку Туннель был включён в национальный план дорожного строительства на 2012 год, в котором отказались от названия Skálafjarðartunnilin и впоследствии присвоили ему название Eysturoyartunnilin.. В июне 2013 года была создана ещё одна частная компания, P / F Eysturoyartunnilin, с целью проведения сделки между правительством Фарерских островов, страховой компанией Фарерских островов LÍV и датской компанией Copenhagen Infrastructure Partners (CIP). CIP заключила секретные договорённости с министром транспорта Фарерских островов Кари П. Хойгаардом, который был вынужден уйти в отставку в начале сентября, когда об этом стало известно. Это привело к небольшому политическому кризису. В 2015 году, по результатам официального расследования, кабинет Кая Лео Йоханнесена был вынужден объявить досрочные выборы И P / F Skálafjarðartunnilin, и P / F Eysturoyartunnilin были ликвидированы в 2015 году после двухлетнего бездействия. Между тем, после политического кризиса 2013 года, специальная комиссия подготовила проект государственного, а не частного инвестирования. Это предложение было поддержано всеми сторонами и привело в 2014 году к учреждению публичной компании P / F Eystur- og Sandoyartunlar (сокращённо «EStunlar» или EST). Эта компания, полностью принадлежащая Министерству транспорта, строит, владеет и управляет как Eysturoyartunnil, так и Sandoyartunnil. Компания NCC получила подряд на выполнение строительных работ.

## Строительство
8 ноября 2016 года была заключена сделка со скандинавской строительной компанией NCC о строительстве тоннеля Эйстурой, а также тоннеля Сандой. Контракт на оба туннеля составляет 2 млрд 073 млн датских крон, в то время как общая стоимость обоих туннелей оценивается примерно в 2 млрд 600 млн датских крон.
Бурение самого тоннеля началось 21 февраля со стороны Стрендура и 27 апреля 2017 года со стороны Хвитанеса. Команда, двигавшаяся от Стрендура, достигла участка подводной кольцевой развязки 4 декабря 2017 г.; всего было вырыто 3059 метров (в обе стороны). После завершения первого этапа и кольцевой развязки, началась третья часть буровых работ: две бригады на кольцевой развязке Хвитанес двигались навстречу друг другу (они встретились под водой 7 июня 2019 г.), а одна — с кольцевой развязки до Солтнеса. Последний взрыв был произведён 7 июня 2019 года, после чего несколько месяцев было потрачено на укладку асфальта, прокладку кабелей, установку аварийных сооружений и указателей. Тем временем NCC перевезла буровые установки на Сандояртуннилин, где 27 июня 2019 года началось строительство.
Хотя ожидаемая дата открытия была изначально назначена на 1 декабря 2020 года, из-за технических задержек и COVID-19 она была перенесена на начало 2021 года. Транспортным средствам службы экстренной помощи разрешено использовать туннель с 1 сентября 2020 года.

## Характеристики
Туннель представляет собой двухполосный подводный туннель, состоящий из трёх труб, которые соединяются подводной кольцевой развязкой, расположенной на 72,6 метра ниже поверхности фьорда Скалафьордюр. Длина туннеля от въезда в Рокини-ин- Сальтнес до кольцевой развязки составляет 2153 метра, а расстояние от Сьога в Стрендуре до кольцевой развязки составляет 1 625 метров. Основная ветка от Торсхавна до кольцевой развязки имеет длину 7 460 метров и выходит на поверхность у деревни Хвитанес. В результате, общая протяжённость дорог составляет 11,238 км, что делает её в настоящее время вторым по длине подводным автомобильным туннелем в мире, уступая только туннелю Рюфаст в Ставангере в Норвегии.
В целях повышения безопасности, ни один уклон в туннеле не должен быть круче пяти процентов, а самая низкая точка находится на 189,0 метров (620 футов) ниже уровня моря.

## Сборы
Затраты на строительство туннеля будут возмещены за счёт платы за проезд. В июле 2020 года были объявлены сборы за проезд, начиная с 75 датских крон для небольших автомобилей между Торсхавном и Эйстурой и 25 датских крон для местного движения между Салтнесом и Стрендуром. Плата будет взиматься за проезд в обоих направлениях, в отличие от маршрутов Вагатуннилин и Норðятуннилин, которые взимают плату только в одну сторону. Опыт двух существующих подводных туннелей свидетельствует о том, что трафик в туннелях, вероятно, будет больше, чем первоначально ожидалось, поэтому рост числа автомобилей должен обеспечивать стабильное финансирование.

## Влияние
Когда туннель откроется в 2021 году, это значительно сократит время в пути до столицы. Туннель сократит расстояние от Торсхавна до Рунавуйка / Стрендура с 55 километров (34 миль) до 17 километров (11 миль). 64-минутная поездка будет сокращена до 16 минут. Поездка от Торсхавна до Клаксвуйка будет сокращена с 68 до 36 минут. Подобно воздействию двух уже существующих подводных туннелей, ожидается усиление движения, взаимодействия и региональной интеграции в результате повышения доступности как в местном, так и в региональном, и в национальном масштабе. На стороне Эйстурой туннеля цены на дома выросли на 31 % в период с 2019 по 2020 год и удвоились в период с 2015 по 2020 годы.
Компания Strandfaraskip Landsins управляет основным междугородним автобусным маршрутом страны 400 Клаксвуйк-Торсхавн, который, вероятно, сменит свой старый маршрут через Скалафьордюр и Сундлагид и вместо этого будет проходить через Рунавуйк. Будет ли продолжена связь между Сундалагю и Восточной Эстурой и как конкретно она будет выглядеть, остаётся неизвестным (по состоянию на сентябрь 2020 года).
Национальное правительство и муниципалитет Рунавуйка договорились о строительстве объездной дороги между порталом туннеля и границей города Гливрар, чтобы облегчить растущее движение по улицам города после открытия туннеля. Эта дорога, получившая название Fjøruvegurin (прибрежная дорога), будет построена вдоль береговой линии.